# Provincia de Chungcheong del Norte
Chungcheong del Norte (en hangul, 충청북도; en hanja, 忠清北道; romanización revisada, Chungcheongbuk-do; McCune-Reischauer, Ch'ungch'ŏng-pukto) es una de las nueve provincias, que junto a las seis ciudades metropolitanas, la ciudad especial y la ciudad autónoma especial, forman Corea del Sur. Su capital es Cheongju.
Está situada en el centro del país, limitando al norte con Gyeonggi y Gangwon, al sureste con Gyeongsang del Norte, al sur con Jeolla del Norte, y al oeste con Chungcheong del Sur, Daejeon y Sejong. 
Se formó en 1896 a partir de la mitad nororiental de la antigua provincia de Chungcheong.

## Geografía
La provincia forma parte de la región de Hoseo; limita por el oeste con la provincia de Chungcheong del Sur, por el norte con Gyeonggi y Gangwon, por el sur con Jeolla del Norte, y por el este con Gyeongsang del Norte. 
Es la única provincia de Corea del Sur sin acceso al mar. Es un territorio montañoso, dominado por la cordillera Noryeong en el norte y la cordillera Sobaek en el este.

## Recursos
Entre los productos agrícolas destacan el arroz, la cebada, las judías y las batatas, aunque las especialidades de la provincia son el ginseng y el tabaco, introducido en 1912 desde los Estados Unidos.
Existen reservas de minerales como oro, hierro, carbón, esteatita, fluorita y molibdeno; también hay mármol y piedra caliza en el norte de la provincia.
En Chungcheong del Norte también es destacable la producción de seda.

## Atractivos turísticos
Los principales atractivos de la provincia son el monte Songni (1058 m), en la cordillera Sobaek, y su parque nacional. En este parque se encuentra Pobju-sa, sede de uno de los templos más antiguos de Corea. Existe otro parque nacional en el entorno del monte Worak.

## División administrativa
Chungcheong del Norte está dividida en 3 ciudades ("Si" or "Shi") y 9 condados ("Gun"). El nombre de cada uno de ellos se refiere a continuación, en alfabeto latino, Hangul y Hanja.

### Ciudades
- Cheongju (청주시, 淸州市} -capital provincial-.
- Chungju (충주시, 忠州市}.
- Jecheon (제천시, 堤川市}.

### Condados
- Condado de Boeun (보은군, 報恩郡).
- Condado de Danyang (단양군, 丹陽郡).
- Eumseong-gun (음성군, 陰城郡).
- Goesan-gun (괴산군, 槐山郡).
- Jincheon-gun (진천군, 鎭川郡).
- Okcheon-gun (옥천군, 沃川郡).
- Condado de Jeungpyeong (증평군; 曾坪郡).
- Yeongdong-gun (영동군, 永同郡).

## Estados Hermanos
El estado ha firmado los siguientes acuerdos de hermanamiento:
- Colima, México firmado el 15 de noviembre de 1999.